# Georgenkirche (Eisenach)

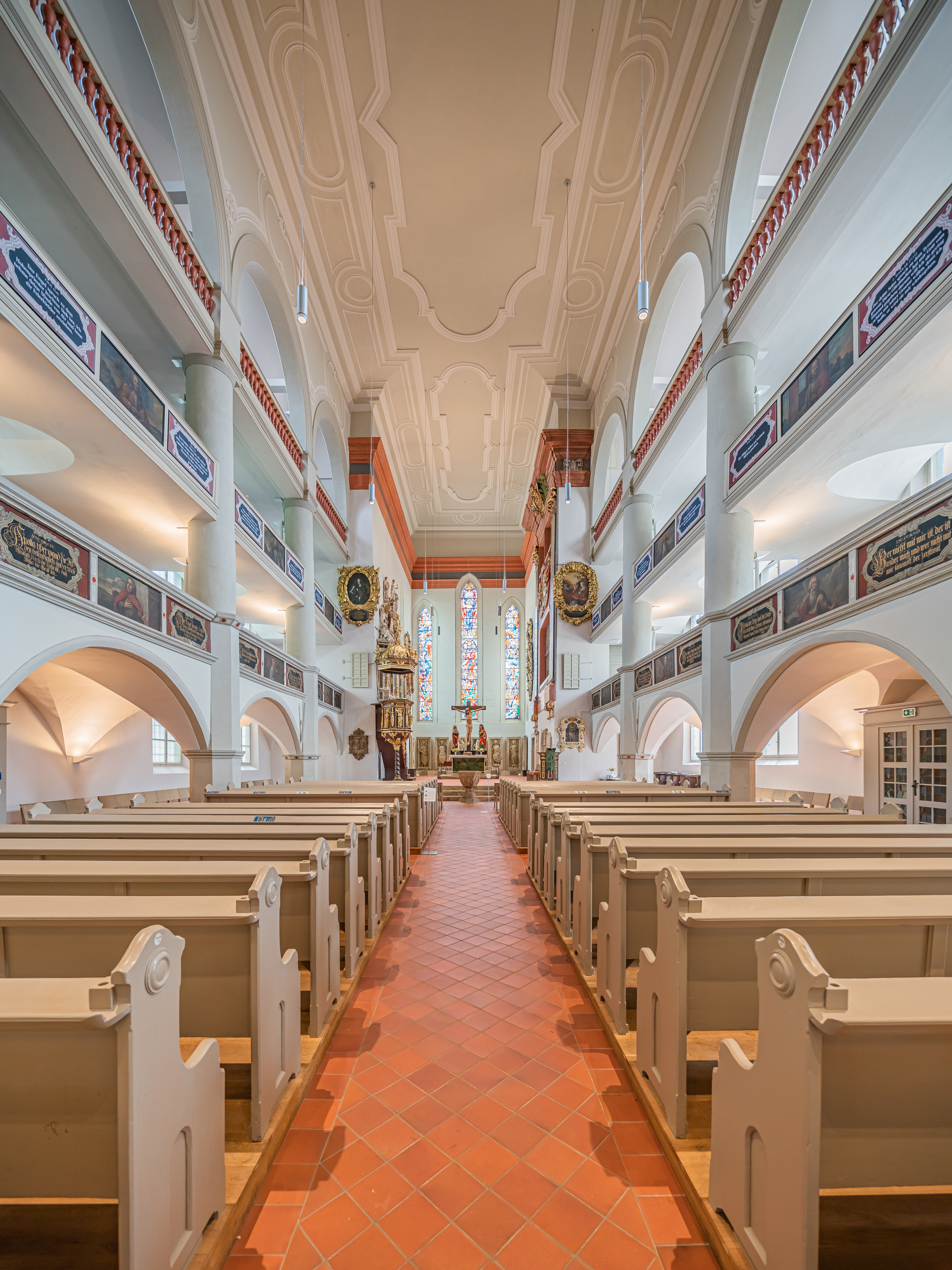
Georgenkirche

De Georgenkirche is de hoofdkerk in het centrum van Eisenach. Hier predikte Maarten Luther tijdens de door hem begonnen reformatie, waardoor deze kerk een van de oudste protestantse godshuizen werd. Johann Sebastian Bach werd in deze kerk gedoopt. Het was de bisschopskerk van de Evangelisch-Lutherse Kerk Thüringen.

## Bouwhistorie
De eerste keer dat er sprake is van de kerk is in een oorkonde uit 1186. De tegenwoordige grondvorm is een gotische hallenkerk, die vanaf 1515 op de plek van het oorspronkelijke gebouw werd opgericht. Aan het einde van de 16e eeuw en opnieuw in de 17e en 18e eeuw hebben verbouwingen plaatsgevonden, waardoor tegenwoordig een mengelmoes aan stijlen zichtbaar is. De rijkversierde kansel ontstond in 1676, het barokorgel stamt uit 1719, en de neobarokke toren werd in de periode 1899-1902 aan de daarvoor torenloze kerk toegevoegd. Het klokkenhuis uit 1585 werd in de jaren zeventig van de 20e eeuw verbouwd en is sindsdien een woonhuis. Vanaf de laatste grote restauratie in 1978 toont de kerk weer de historisch gegroeide veelvoud aan kleuren en vormen.

## Betekenis
Na de verkiezing van Wartburg als residentie van de Thüringse landgraven werden de grafstenen van de voorvaderen van die graven uit het voormalig klooster van Reinhardsbrunn overgebracht naar de Georgenkirche en in het koor ingebed. In 1221 huwden in deze kerk landgraaf Ludwig IV en de Hongaarse koningsdochter Elisabeth von Thüringen.
Na de eerste publicaties van zijn ideeën in Worms preekte Luther, die op de vlucht was voor zijn vervolgers, op 2 mei 1521 voor het eerst in de kerk. De familie Bach kende vele momenten in de kerk, zoals de doop van Johann Sebastian Bach in 1685. Als een der oudste protestantse kerken in Duitsland is de kerk tegenwoordig in gebruik als de evangelisch-lutherse bisschopskerk in Thüringen.
In 1952 werden de grafstenen uit Reinhardsbrunn van de landgraven naar Eisenach overgebracht. Ze zijn sedertdien in het koor van de kerk te zien.

## De grafstenen van de Thüringer landgraven
De grafstenen van de landgraven van Thüringen uit Reinhardsbrunn stammen eenduidig uit de 14e eeuw, waaruit blijkt dat ze pas na de dood van de landgraven (en na de brand van 1292) zijn vervaardigd. De reeks landgraven begint met Ludwig de Springer († 1123) en eindigt met Heinrich Raspe, de tegenkoning van Friedrich II.
De volgende beeldhouwwerken zijn in het koor van de kerk tentoongesteld:
- Gefigureerde grafsteen voor Ludwig de Springer († 1123)
- Gefigureerde grafsteen voor de landgravin en stichtster Adelheid († 1110), echtgenote van Ludwig de Springer
- Gefigureerde grafsteen voor de landgraaf Ludwig I († 1140) (zoon van de stichter)
- Gefigureerde grafsteen voor de landgraaf Ludwig II († 1172)
- Gefigureerde grafsteen voor de landgravin Jutta Claricia von Thüringen († 1191), echtgenote van Ludwig II
- Gefigureerde grafsteen voor de landgraaf Ludwig III, (de vrome) († 1190)
- Gefigureerde grafsteen voor de landgraaf Ludwig IV, (de heilige) († 1227), zoon van Herman I van Thüringen
- Gefigureerde grafsteen voor de landgraaf Hermann II († 1243), zoon van Ludwig IV

## Klokken
In de 62 meter hoge toren hangt een klokkenspeelwerk met 5 klokken. De zondagsklok is een afgietsel van een eerdere klok uit de 13e eeuw en toont een reliëf van de heilige Georg. Op alle klokken staan overigens inscripties.
| Nr. | Naam                  | Gietjaar | Gieter, Gietplaats                             | Ø (mm) | Gewicht (kg) | Nominaal | Inscriptie |
| --- | --------------------- | -------- | ---------------------------------------------- | ------ | ------------ | -------- | --- |
| 1   | Hoogtijklok           | 1960     | Klokkengieterij Apolda/Franz Schilling, Apolda | 1860   | 3600         | as0      | „Die Feiertagsglocke zu St. Georg heiß' ich. Die großen Taten Gottes preis' ich. Die Gemeinde ruf' ich unter Gottes Wort und zum Gebet. Der Landeskirchenrat der ev.-luth. Kirche stiftete mich im Gedenken an ihren Zusammenschluss vor vier Jahrzehnten. Meister Schilling in Apolda goss mich anno Domini 1960. Alles zu Ehre dem Vater, Sonn und Heiligen Geist. Gloria in excelsis deo. Der Herr hat Großes an uns getan, des sind wir fröhlich. Gelobet sei Jesus Christus.“ |
| 2   | Zondagsklok           | 1585     | Eckhart Kucher, Erfurt                         | 1480   | 2000         | des1     | „Einst tönend denen, die mit ihrem Blute Strafe erdulden sollten, wo die grausige Stimme des Henkers die Schuldigen schreckt, töne ich jetzt lieblich, wenn ich die Gemeinde der Christen zusammenrufe, wo der Herold des Friedens den Weg zur Unsterblichkeit weist.“ |
| 3   | Onze-lieve-vader-klok | 1947     | Franz Schilling, Apolda                        | 1280   | 1300         | es1      | „Ich glaube an Gott den Vater. Erkennet, dass der Herr Gott ist.“ |
| 4   | Christusklok          | 1947     | Franz Schilling, Apolda                        | 1150   | 900          | f1       | „Ich glaube an Jesus Christus. Lasset euch versöhnen mit Gott.“ |
| 5   | Heilige-geest-klok    | 1947     | Franz Schilling, Apolda                        | 950    | 550          | as1      | „Ich glaube an den Heiligen Geist. Bauet euch zum geistlichen Haus.“ |

De luidvolgorde is gedifferentieerd:
Bij de gebedstijden luidt 's morgens om 7 uur klok 5, 's middags om 12 uur klok 4, en 's avonds om 18.00 uur klok 3.
De aanvang van de eredienst en op kerkelijke feestdagen worden door het aantal en de grootte van de klokken onderscheiden:
- Zondagen, Witte Donderdag, Oudejaarsavond, Kindervespers, Concerten, Paasdiensten:

1e voorluiden (30 min): klok 3;
2e voorluiden (15 min): klok 5+4;
Samenluiden (bij aanvang): klokken 5+4+3
- Cantatediensten, 2e Kerstdag, 2e Paasdag, 2e Pinksterdag, Dankdag voor het gewas, Synodediensten, Erediensten:

1e voorluiden (30 min): klok 3;
2e voorluiden (15 min): klok 4+3;
Samenluiden (bij aanvang): klokken 5+4+3+2
- Wijdingsdiensten, Benoemingsdiensten, Verspers en Metten, 1e Kerstdag, Nieuwjaarsdag, 1e Paasdag, Hemelvaart, 1e Pinksterdag, Confirmatie:

1e voorluiden (30 min): klokken 3+2;
2e voorluiden (15 min): klokken 4+3+2;
samenluiden (bij aanvang): klokken 5+4+3+2+1 (alle klokken luiden)
Bij de jaarwisseling klinken om middernacht alle klokken, bij huwelijken worden klokken 5 en 4 geluid. Op elke 1e september herinnert om 20.45 uur de Zondagsklok aan de kruitexplosie in Eisenach in 1810.